# Восточная энергетическая компания
Акционерное общество «Восточная энергетическая компания» или АО «ВЭК» (100 % дочернее предприятие ПАО «Интер РАО») — российский экспортёр электроэнергии в Китай и Монголию.
АО «ВЭК» образовано в 2007 году с целью развития проектов экспорта электроэнергии в Китай и Монголию, а также для расширения сотрудничества в энергетической сфере с другими странами Азии и АТР. В настоящее время компания участвует в реализации планов развития энергетики российского Дальнего Востока и Сибири.
Компания осуществляет поставки электроэнергии из России в КНР в рамках контракта по приграничной торговле, заключённого с Государственной электросетевой корпорацией Китая. АО «ВЭК» осуществило финансирование и строительство уникального инженерного сооружения — перехода через реку Амур воздушной линии электропередач 500 кВ «Амурская — Хэйхэ». Это позволило соединить Дальний Восток России и северо-восточные провинции Китая первой межгосударственной ЛЭП сверхвысокого класса напряжения. Ввод в эксплуатацию в 2012 году ВЛ 500 кВ увеличил пропускную способность почти в шесть раз. По итогам проекта АО «ВЭК» вошло в Топ-50 Рейтинга компаний строительного комплекса членов Ассоциации «Объединение инженеров-строителей».
В феврале 2012 года был подписан долгосрочный контракт с Государственной электросетевой корпорацией Китая на поставку электроэнергии, предусматривающий поставки электроэнергии в течение 25 лет в суммарном объёме 100 млрд кВт⋅ч.

## Общая информация
Решение о создании АО ВЭК" для расширения поставок российской электроэнергии в Китай принято в феврале 2007 года. Государственная регистрация акционерного общества состоялась 30 марта 2007 года. При образовании АО «ВЭК» было зарегистрировано в Москве. С марта 2008 года местом регистрации компании является административный центр Амурской области город Благовещенск.
Основное направление деятельности Восточной энергетической компании — реализация проекта увеличения экспорта электроэнергии из России в Китай, предусматривающего строительство новых генерирующих мощностей (преимущественно теплоэлектростанций на базе угольных месторождений Дальнего Востока России) суммарной мощностью до 10 800 МВт, а также сетей переменного и постоянного тока на территории РФ и КНР общей протяжённостью 3 400 км.
В результате реализации проекта экспорт российской электроэнергии в КНР к 2020 году может составить 60 млрд кВт⋅ч ежегодно.
Системные эффекты от реализации проекта:
- Создание современной, высокоэффективной энергетической инфраструктуры, пригодной для дальнейшей модернизации энергосистемы Дальнего Востока;
- Создание устойчивой связи между энергосистемами Сибири и Дальнего Востока;
- Формирование условий для возникновения полноценного рынка электроэнергии и мощности в Дальневосточном регионе;
- Снижение избыточных резервов генерирующих мощностей, повышение эффективности использования генерации (в том числе за счёт снижения холостых сбросов ГЭС);
- Существенное повышение надежности энергоснабжения потребителей.
Создание и развитие ориентированной на экспорт энергетической инфраструктуры на Дальнем Востоке способствует решению приоритетных государственных задач в регионе:
- Реализация Федеральной целевой программы «Экономическое и социальное развитие Дальнего Востока и Забайкалья до 2013 года» и «Стратегии социально-экономического развития Дальнего Востока, Республики Бурятия, Забайкальского края и Иркутской области на период до 2025 года»;
- Интеграция в экономику Азиатско-Тихоокеанского региона с опорой на ресурсы Дальнего Востока (в том числе через активное участие в развитии энергорынка Северо-Восточной Азии);
- Расширение экспортных возможностей Дальневосточного региона, улучшение структуры российского экспорта за счёт увеличения доли высокотехнологичной продукции с высокой добавленной стоимостью.

## Уставный капитал
Уставный капитал АО «ВЭК», в соответствии с действующей редакцией Устава, составляет 1 969 070 710 рублей. Уставный капитал разделён на 2 190 290 (два миллиона сто девяносто тысяч двести девяносто) обыкновенных бездокументарных именных акций номинальной стоимостью 899 (восемьсот девяносто девять) рублей каждая. Единственным акционером АО «ВЭК» является ПАО «Интер РАО», которому принадлежит 100 % акций компании. Акции АО «ВЭК» не обращаются на биржевых площадках.

## Руководство
Генеральный директор АО «Восточная энергетическая компания» — Михаил Шашмурин.
Михаил Вадимович Шашмурин родился в 1959 году. В 1982 году окончил Московский энергетический институт по специальности «Электрические системы и сети». Имеет звание «Почётный работник Топливно-энергетического комплекса», награждён юбилейным знаком «85 лет плану ГОЭЛРО».

## Деятельность
С 1 марта 2009 года Восточная энергетическая компания осуществляет экспорт электроэнергии из России в КНР в рамках контракта, заключённого с Государственной электросетевой корпорацией Китая (State Grid Corporation of China) в феврале 2009 года. Контракт предусматривает пробные поставки электроэнергии в район города Хэйхэ (приграничная провинция Хэйлунцзян) по существующим линиям электропередачи 220 кВ Благовещенская — Айгунь и 110 кВ Благовещенская — Хэйхэ. По итогам 2009 года АО «ВЭК» экспортировало 854 млн кВт⋅ч электроэнергии. В 2010 году поставки российской электроэнергии в КНР увеличились до 1 млрд кВт⋅ч.
В декабре 2009 года, в рамках реализации инвестиционного проекта строительства линии электропередачи 500 кВ от подстанции Амурская до Государственной границы, Восточная энергетическая компания приступила к сооружению специального перехода ЛЭП-500 через реку Амур. В сентябре 2010 года завершено строительство основных объектов спецперехода — трехстоечной концевой опоры высотой 27,5 метра и 140-метровой переходной опоры. В октябре 2010 года выполнен монтаж провода и грозозащитного троса между опорами, возведенными на российском и китайском берегах реки. В ноябре 2010 года Восточная АО «ВЭК» завершило строительство 1280-метрового перехода. Федеральная сетевая компания завершила строительство и с апреля 2012 года экспорт электроэнергии в Китай осуществляется по новой ЛЭП. Благодаря введению в эксплуатацию ЛЭП 500 кВ «Амурская—Хэйхэ» появилась техническая возможность увеличить объём поставок электроэнергии в Китай.
В феврале 2012 года Восточная энергетическая компания подписала долгосрочный контракт с Государственной электросетевой корпорацией Китая на поставку 100 млрд кВт⋅ч электроэнергии в течение 25 лет.
С января по сентябрь 2012 года Восточная энергетическая компания экспортировала в Китай 1,8 млрд кВт•ч электроэнергии, что почти на 100 % превышает показатели экспорта за первые три квартала 2011 года. В Монголию за 9 месяцев 2012 года экспортировано свыше 266 млн кВт⋅ч электроэнергии, что на 30 % превышает показатели за аналогичный период прошлого года.
В декабре 2012 года Восточная энергетическая компания и Государственная электросетевая корпорация Китая подписали дополнительное соглашение о количестве и цене поставляемой электроэнергии в Китай в 2013 году к долгосрочному контракту, подписанному в феврале.
Всего по итогам 2012 года АО «Восточная энергетическая компания» поставило на экспорт более 3 млрд кВт⋅ч электроэнергии. Большая часть экспортированной электроэнергии — 2,63 млрд кВт⋅ч — направлена в Китай, что превышает показатели экспорта за тот же период 2011 года более чем 2 раза. Из общего количества в Монголию было экспортировано свыше 393 млн кВт⋅ч электроэнергии (в том числе за 4 квартал — 119 млн кВт⋅ч электроэнергии), что на 49 % больше, чем за аналогичный период прошлого года. Увеличение объёмов экспорта электроэнергии в Китай в 2012 году было обеспечено как за счёт поставок по ЛЭП 110 и 220 кВ, по которым ранее осуществлялась приграничная торговля электроэнергией, так и за счет поставок по новой ЛЭП 500 кВ «Амурская-Хэйхэ».
Объём экспорта электроэнергии в Китай по итогам 2013 года также существенно вырос и составил 3 495, 30 млн кВт⋅ч, что на 32,8 % превышает результат аналогичного периода прошлого года. В I квартале 2014 АО «ВЭК» экспортировало в КНР 800, 65 млн кВт⋅ч.
Экспорт электроэнергии в Китай в 2014 году составил 3,376 млрд кВт*ч.
В 2015 году экспорт электроэнергии в Китай составил 3,299 млрд кВт*ч.